# Paul Bunyan

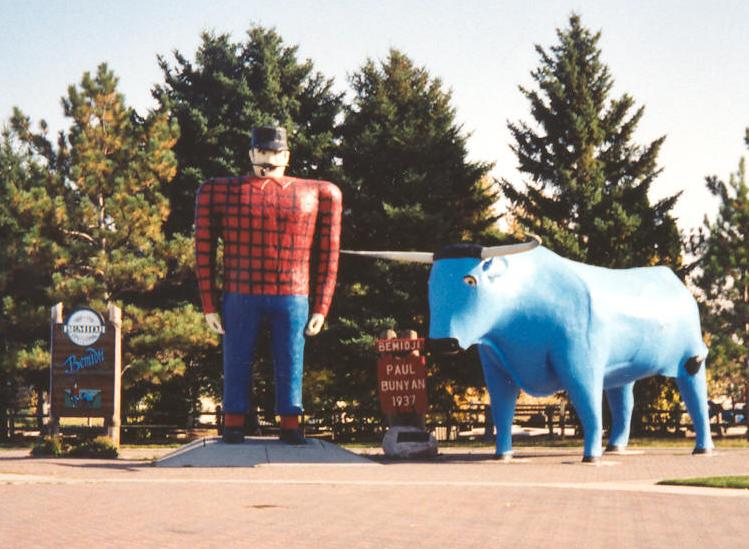
Paul Bunyan i Babe; figury w Bemidji, w stanie Minnesota

Paul Bunyan – legendarny drwal, będący znaczącą postacią w amerykańskim folklorze. Najczęściej przedstawiany jako olbrzym, ubrany w kraciastą koszulę flanelową i toporne buty, trzymający siekierę z podwójnym ostrzem. Niejednokrotnie również ukazywany z towarzyszącym niebieskim wołem o imieniu Babe.
W kwestii genezy postaci historycy są podzieleni. Jedni uważają, że pochodzi ona z XIX-wiecznych opowieści; drudzy zaś są zdania, że jest to wytwór literacki z początku XX wieku.

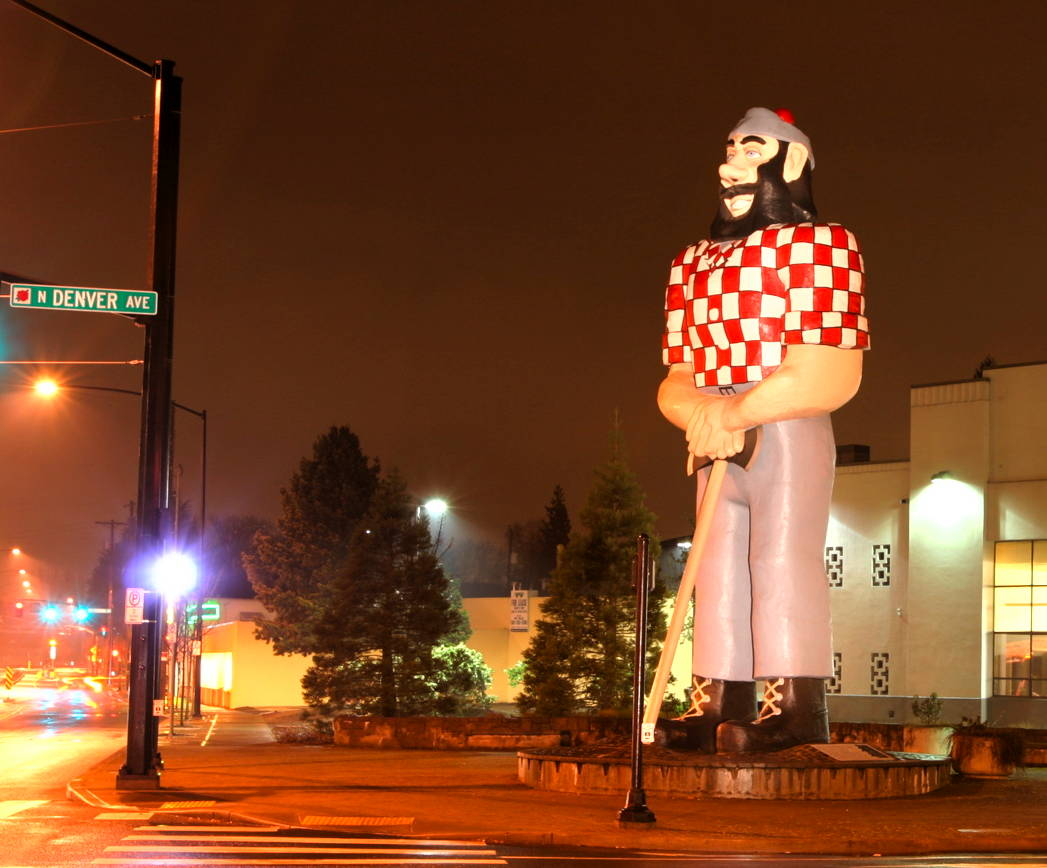
stereotypowe wyobrażenie drwala Paula Bunyana w Portland (Oregon)